# Андріївка (Тишківська сільська громада)
Андрі́ївка — село в Україні, у Тишківській сільській громаді Новоукраїнського району Кіровоградської області. Населення становить 313 осіб. Орган місцевого самоврядування — Тишківська сільська рада.

## Населення
Згідно з переписом УРСР 1989 року чисельність наявного населення села становила 354 особи, з яких 144 чоловіки та 210 жінок.
За переписом населення України 2001 року в селі мешкало 313 осіб.

### Мова
Розподіл населення за рідною мовою за даними перепису 2001 року:
| Мова       | Відсоток |
| ---------- | -------- |
| українська | 95,21 %  |
| білоруська | 1,60 %   |
| російська  | 1,28 %   |
| молдовська | 0,96 %   |
| інші       | 0,95 %   |

## Особистості
- В. П. Чернюк — кандидат технічних наук, доцент.